# Нисидзука, Ясутоми
Ясутоми Нисидзука (яп. 西塚 泰美; 12 июля 1932, Асия, Япония — 4 ноября 2004) — японский биохимик, открыл протеинкиназу C и внёс важный вклад в понимание молекулярного механизма передачи сигналов через клеточную мембрану.

## Биография
Родился в 1932 году в городе Асия в Японии. Получил степень доктора медицины на медицинском факультете Киотского университета в 1957 году.
В 1962 году получил там же степень доктора философии (PhD) под руководством Осаму Хаяиси. После завершения обучения в Японии провёл год в лаборатории Фрица Липмана в Рокфеллеровском университете.
В 1992 году подписал «Предупреждение человечеству».

## Академическая карьера
С 1962 по 1964 год был научным сотрудником кафедры медицинской химии медицинского факультета Киотского университета, с 1964 по 1968 год был там же доцентом.
С 1969 по 2004 год был профессором и заведующим кафедры биохимии медицинской школы университета Кобе.

## Исследования
Известен построением основных понятий сигнальных каскадов внутриклеточной передачи после открытия им протеинкиназы С, а также анализом функций протеинкиназы С, который показал новый механизм внутриклеточной системы передачи сигнала и выяснением регуляторных механизмов, которые участвуют во многих биологических явлениях, в том числе при росте раковых клеток.

## Награды
За свою жизнь Ясутоми Нисидзука получил несколько научных наград. Важнейшими являются: премия Альберта Ласкера за фундаментальные медицинские исследования — за «его глубокий вклад в понимание передачи сигнала в клетках, и за его открытие, что канцерогены вызывают рост клеток путём активации белка протеинкиназа C».
В 1995 году вместе с Майклом Берриджем получил премию Вольфа по медицине — «за их открытия, касающиеся трансмембранной передачи сигналов с участием фосфолипидов и кальция».
- Премия Асахи (1985)
- Премия Японской академии наук (1986)
- Международная премия Гайрднер (1988)
- Премия Альфреда Слоуна[англ.] (1988)
- Премия Альберта Ласкера за фундаментальные медицинские исследования (1989)
- Премия Киото (1992)
- Премия Эрнста Шеринга[англ.] (1995)
- Премия Вольфа по медицине (1995)

Был членом Японской академии наук (1991), Леопольдины, иностранным членом Национальной академии наук США (1988), Лондонского королевского общества (1990), Французской академии наук (1992).